# St-Jean de Poitiers (Baptisterium)

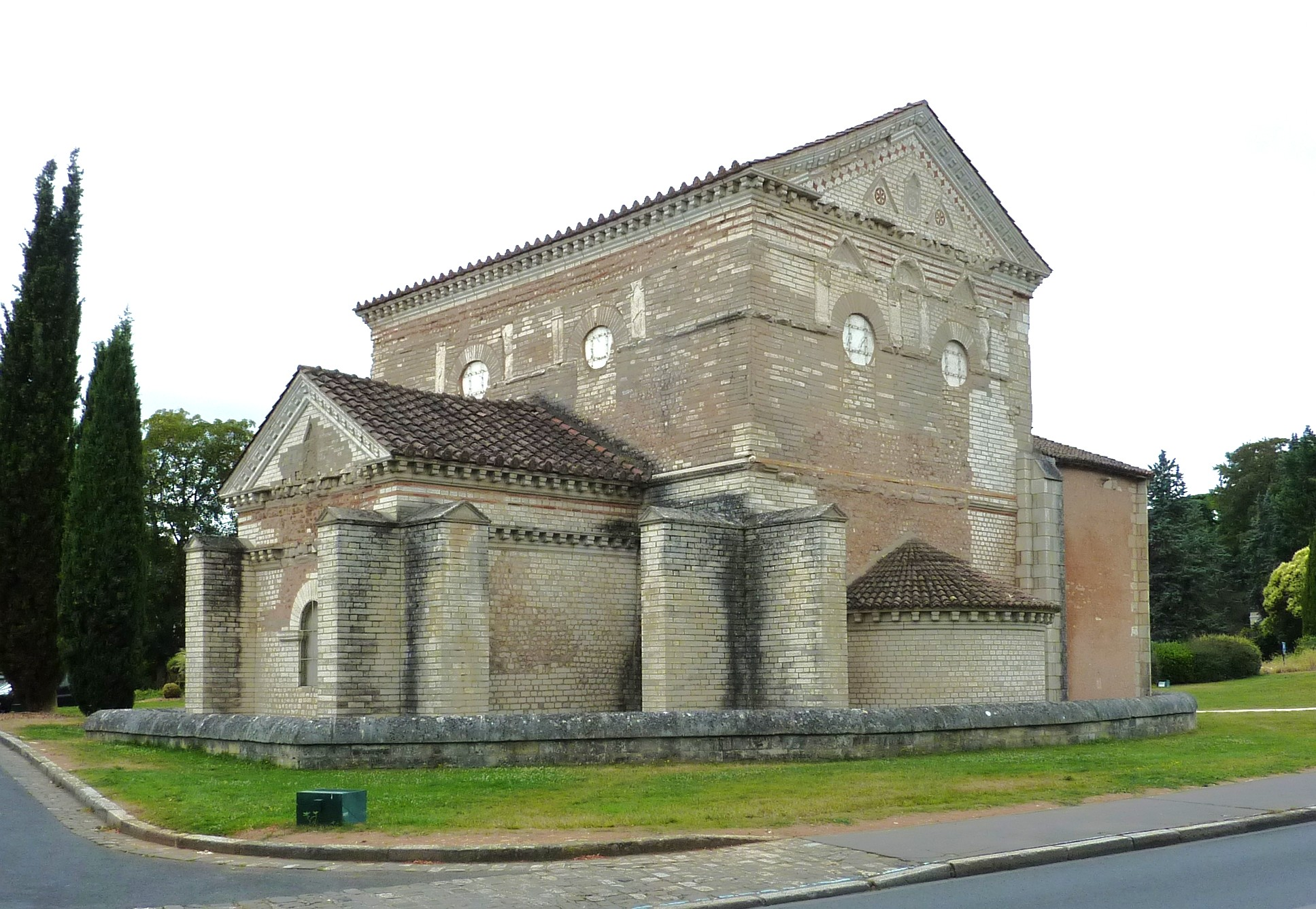
Südostseite der Taufkirche

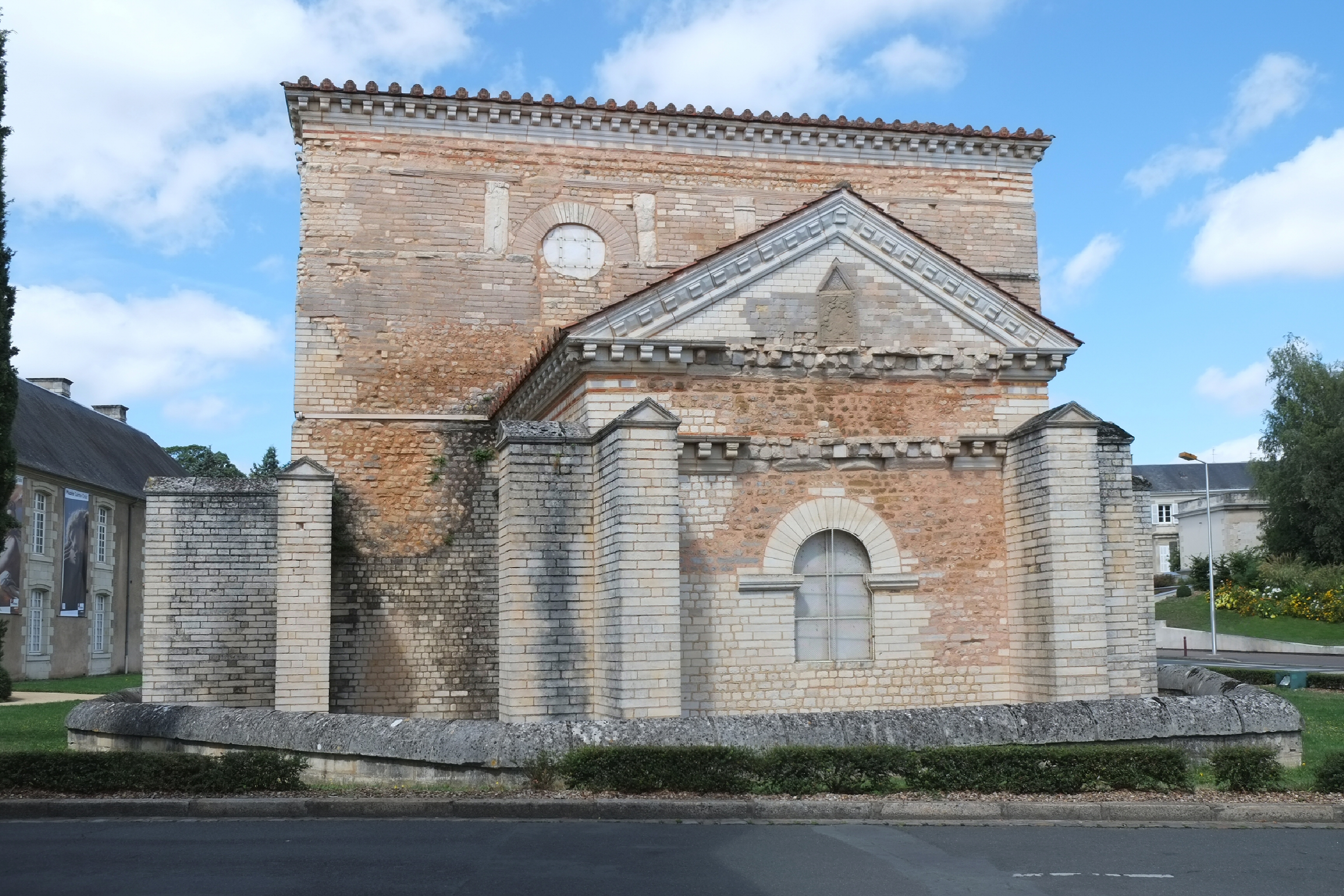
Südseite

Das Baptisterium St-Jean in Poitiers ist das älteste christliche Bauwerk Frankreichs. Es stammt in Teilen aus der Mitte des 4. Jahrhunderts (Zivilbau der römischen Architektur). In das römische Haus wurde wohl bereits im 5. Jahrhundert eine Taufstelle eingebaut und seine heutige Gestalt erhielt der Bau wahrscheinlich im 6. Jahrhundert, in merowingischer Zeit, als Baptisterium. Der Name bedeutet Taufkirche des Heiligen Johannes.

## Außenansicht

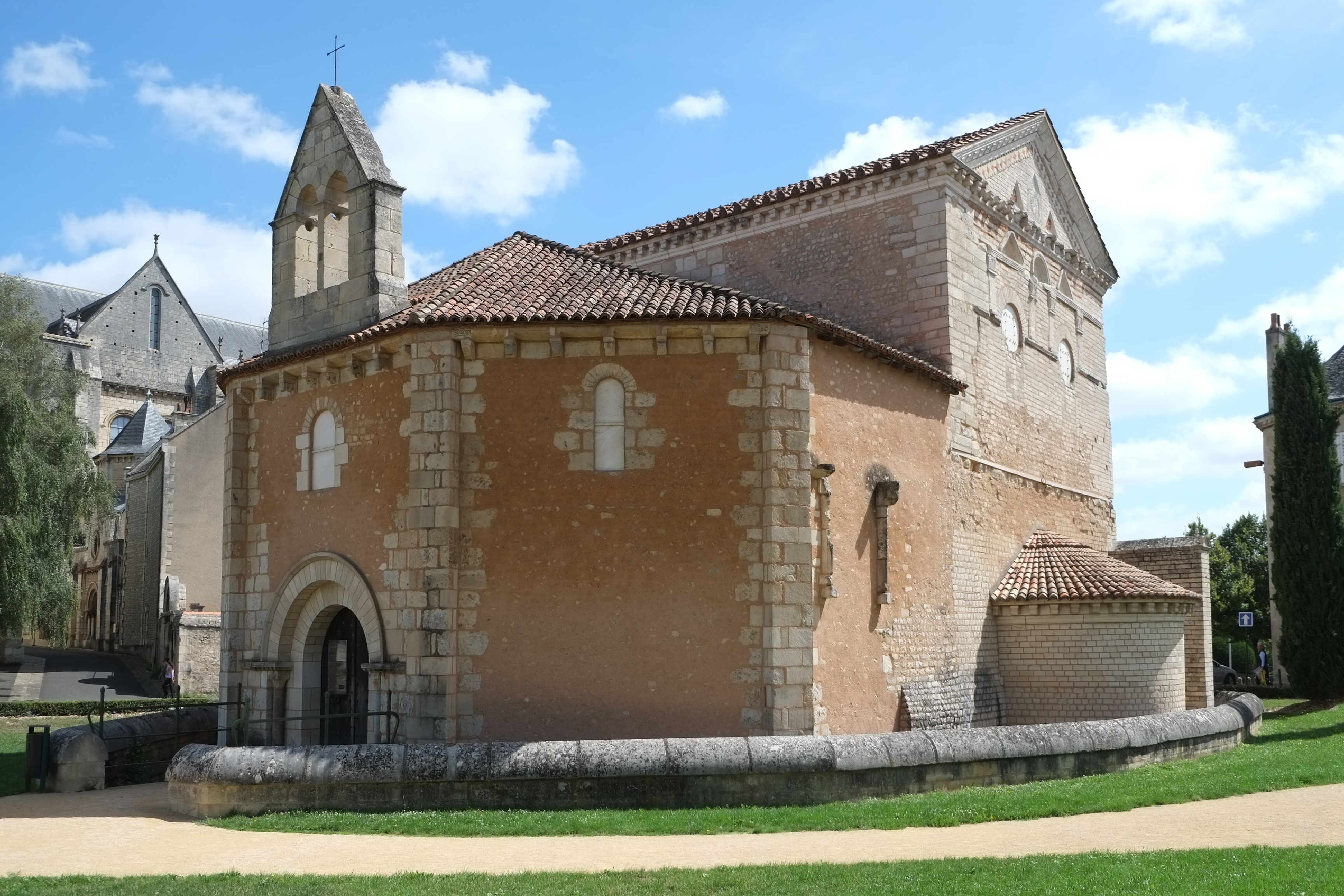
Südwestseite

Von der östlichen Seite aus lassen sich im Giebelfeld die typischen starren Dekorationsformen des frühen Christentums deutlich erkennen: kleine Pilaster, die Bögen und Dreiecksgiebel tragen. Dabei handelt es sich um ursprünglich klassische Bauformen des Römischen Reiches, die hier aber funktionslos und zu rein dekorativen Elementen geworden sind. Vergleichen lässt sich dieses Bauwerk mit der Torhalle von Lorsch in Hessen aus der Zeit um 800, die ganz ähnliche Dekorationsformen hat.

## Gestaltung des Innenraums

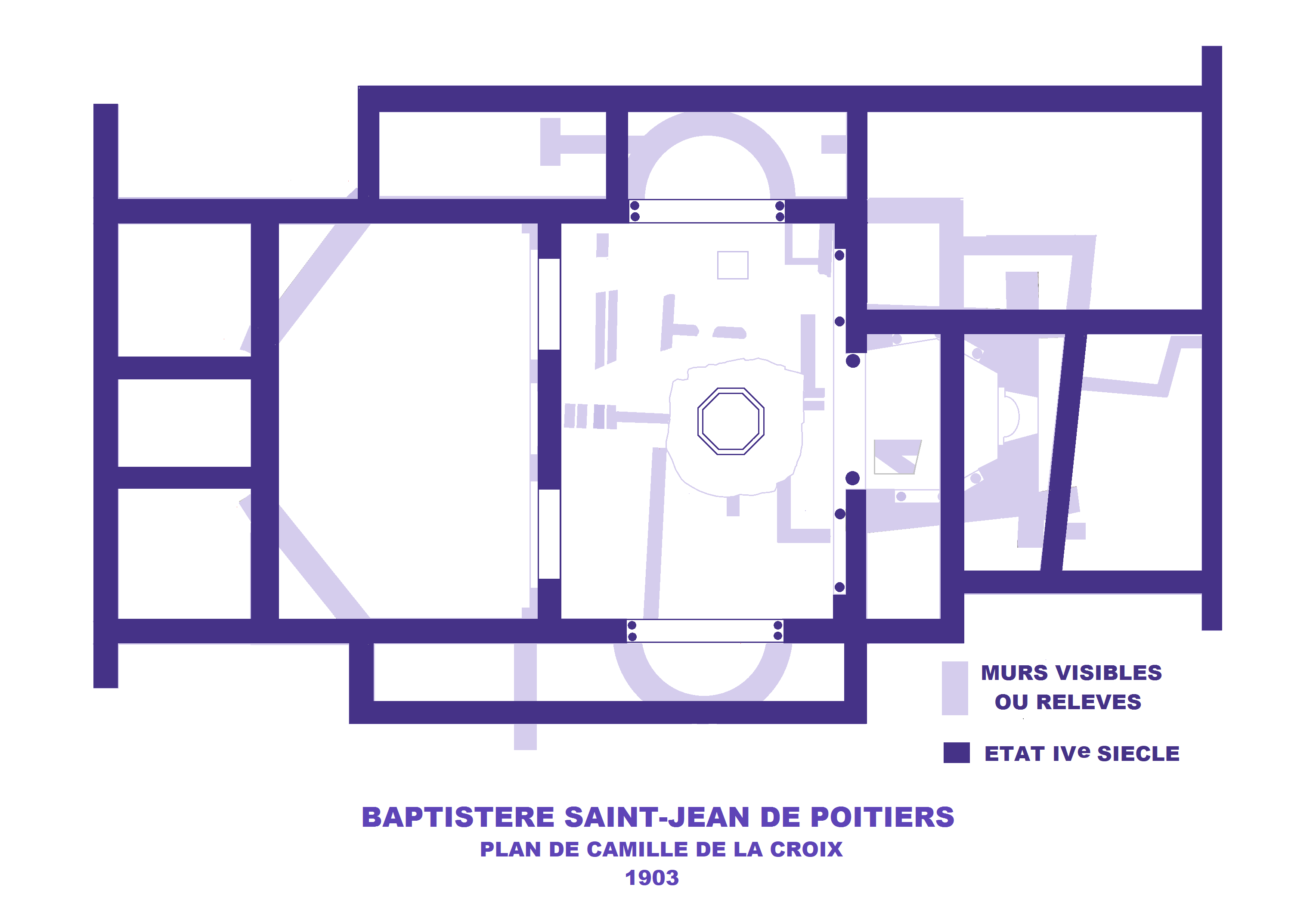
Möglicher Baukörper des 4. Jahrhunderts (dunkel) und der vorhandenen Kapelle (hell)

Im Innenraum der Taufkirche schließt nach Osten die Hauptapsis an, die wahrscheinlich zu Beginn des 6. Jahrhunderts angebaut wurde und damit den ältesten christlichen Innenraum auf französischem Boden darstellt. Diese Ostapsis ist ein sechseckiger Zentralraum, der außen rechteckig ummantelt ist – d. h. das Sechseck kommt außen nicht zur Geltung.

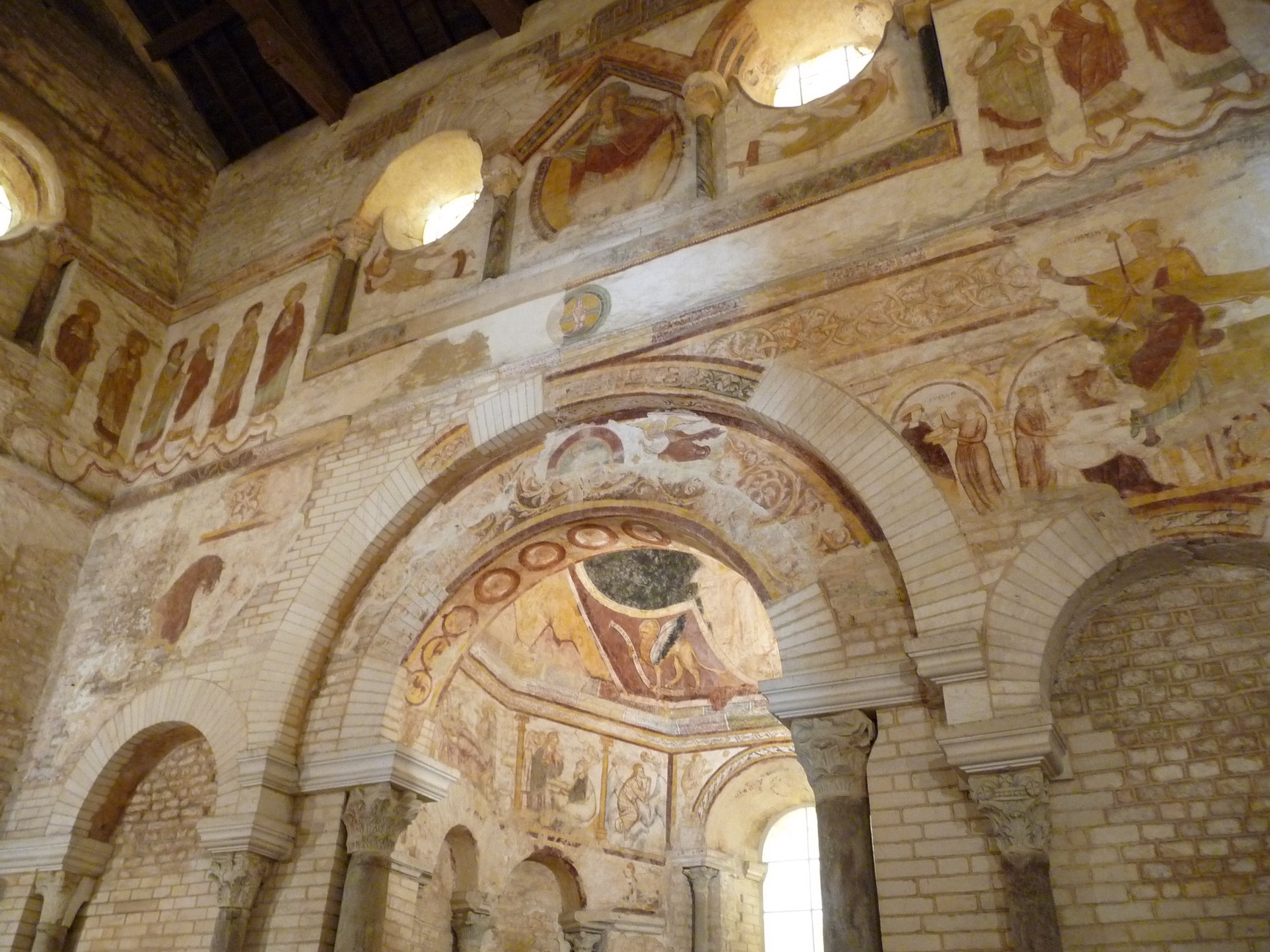

Der Hauptraum des Baptisteriums wurde im 12. und 13. Jahrhundert mit Fresken ausgestattet. Die Baugeschichte ist nicht ganz eindeutig geklärt. Im 6. oder 7. Jahrhundert ist die Kapelle erweitert (und/oder erhöht) worden und die Ostapsis wurde angebaut. Jedenfalls ist ein querrechteckiger Raum mit Apsiden auf drei Seiten und einem später angebauten westlichen Vorbau entstanden. Nur die Ostapsis ist noch original, die beiden anderen Apsiden sind später verändert worden.
In der Mitte des Hauptraumes befindet sich das älteste Taufbecken Frankreichs. Seine Gestaltung weist darauf hin, dass zur Bauzeit Erwachsenentaufen üblich waren und der Täufling zur Taufe in das Wasser hinunterstieg wie in einen Fluss, ähnlich wie Christus von Johannes im Jordan getauft wurde.
Die Malereien an der Ostwand stammen aus der Zeit um oder kurz nach 1100. Die einfache, starre Gliederung wie an der Außenmauer ist hier auch im Innern angewandt worden – mit kleinen Säulchen und darüber liegenden Dreiecksformen. In der Mitte über der Ostapsis, wo der Altar stand, thront Christus in einem leicht ovalen Heiligenschein. Er wird begleitet von zwei schwebenden und musizierenden Engeln und stehenden Heiligen oder Aposteln.
Einige helle Stellen sind nachgebessert worden, wodurch ein etwas impressionistischer Eindruck entstanden ist, der sicher nicht dem originalen Aussehen entspricht. An Detailaufnahmen ist zu erkennen, dass auch hier die hellen Striche nachträglich hinzugefügt worden sind und dadurch in der Wirkung etwas übertrieben erscheinen.
Am unteren Teil der Ostwand liegen mehrere Schichten von Fresken übereinander. Man hat in der Gotik die romanischen Malereien nicht mehr für passend gehalten, aber anstatt sie zu entfernen, hat man einfach eine neue Mörtelschicht aufgetragen und mit neuen Fresken versehen. Mit speziellen Verfahren kann man diese spätere Schicht abtragen und die alten, romanischen Malereien wieder sichtbar machen. In Poitiers wurde dieses Verfahren teilweise angewandt, sodass nun Teile von beiden Schichten aneinander stoßen. Der rechte Teil dieser Fläche ist romanisch und zeigt einen Reiter namens Constantin. Wahrscheinlich handelt es sich um den römischen Kaiser Konstantin. Der linke Teil der Szene ist gotisch und stammt aus dem 13. Jh.

## Abrisspläne im 19. Jahrhundert
Trotz der Einmaligkeit des Bauwerks für Frankreich drohte ihm im 19. Jahrhundert vorübergehend der Abriss, als hier eine Straße angelegt werden sollte. Sie wurde letztendlich um das Gebäude herum trassiert.